# 2016年大西洋颶風季
2016年大西洋颶風季泛指在2016年年內的任何時間，於大西洋水域所產生的熱帶氣旋。美國國家颶風中心設下大西洋的熱帶氣旋季為六月至十二月期間。
大西洋颶風季的編號為AL取L一字，並且大西洋的氣旋命名機構為美國國家颶風中心。更多關於北大西洋的颶風，請參見大西洋颶風季。
2016年大西洋颶風季第一個氣旋生成於2016年1月13日的颶風亞歷克斯。以下各熱帶氣旋資訊以熱帶氣旋存在期間的最強形態為準。

## 熱帶氣旋

### 颶風亞歷克斯（Alex）
2016年1月7日，一個溫帶氣旋在巴哈馬附近海面上生成。下午3時25分，美國國家颶風中心（NHC）對其未來兩天發展評級為「LOW」並發展概率為10%，未來五天發展評級為「LOW」並發展概率為30%。
1月11日下午1時35分，美國國家颶風中心對其未來兩天發展評級為「MEDIUM」並發展概率為40%，未來五天發展評級為「MEDIUM」並發展概率為40%。
1月13日下午1時5分，美國國家颶風中心對其未來兩天發展評級為「HIGH」並發展概率為70%，未來五天發展評級為「HIGH」並發展概率為70%。下午5時，美國國家颶風中心直接將其升格為亞熱帶風暴，並給予編號One及命名為亞歷克斯（Alex）。
1月14日上午11時，美國國家颶風中心將其歸類為熱帶氣旋，並升格為一級颶風。
1月15日上午11時，美國國家颶風中心將其降格為熱帶風暴。下午5時，美國國家颶風中心認為亞歷克斯已經轉化為溫帶氣旋。

### 熱帶風暴邦妮（Bonnie）
2016年5月24日，一個低壓區在特克斯和凱科斯群島東北部海面上生成。下午3時35分，美國國家颶風中心（NHC）對其未來兩天發展評級為「LOW」並發展概率為0%，未來五天發展評級為「LOW」並發展概率為30%。
5月26日上午8時，美國國家颶風中心對其未來兩天發展評級為「MEDIUM」並發展概率為50%，未來五天發展評級為「HIGH」並發展概率為70%。下午7時40分，美國國家颶風中心對其未來兩天發展評級為「HIGH」並發展概率為80%，未來五天發展評級為「HIGH」並發展概率為80%。
5月27日下午5時，美國國家颶風中心將其升格為熱帶低氣壓，並給予編號Two。
5月28日下午5時，美國國家颶風中心將其升格為熱帶風暴，並命名為邦妮（Bonnie）。
5月29日上午8時，美國國家颶風中心將其降格為熱帶低氣壓。
5月30日上午11時，美國國家颶風中心對其發出最後的警報。
其後，其殘餘雲系在美國東南部近岸重新發展。
6月2日上午11時，美國國家颶風中心再次將其升格為熱帶低氣壓。
6月3日下午5時，美國國家颶風中心再次將其升格為熱帶風暴。
6月4日上午11時，美國國家颶風中心再次將其降格為熱帶低氣壓。下午11時，美國國家颶風中心對其發出最後的警報。

### 熱帶風暴科林（Colin）
2016年6月3日，一個低壓區在加勒比海西部海面上生成。上午8時，美國國家颶風中心（NHC）對其未來兩天發展評級為「LOW」並發展概率為10%，未來五天發展評級為「MEDIUM」並發展概率為60%。
6月4日上午2時，美國國家颶風中心對其未來兩天發展評級為「MEDIUM」並發展概率為50%，未來五天發展評級為「HIGH」並發展概率為70%。上午8時，美國國家颶風中心對其未來兩天發展評級為「HIGH」並發展概率為70%，未來五天發展評級為「HIGH」並發展概率為80%。
6月5日上午11時，美國國家颶風中心將其升格為熱帶低氣壓，並給予編號Three。下午5時30分，美國國家颶風中心將其升格為熱帶風暴，並命名為科林（Colin）。
6月7日下午5時，美國國家颶風中心認為科林已經轉化為溫帶氣旋。

### 熱帶風暴丹妮爾（Danielle）
2016年6月15日，一個低壓區在伯利兹附近海面上生成。下午8時，美國國家颶風中心（NHC）對其未來兩天發展評級為「LOW」並發展概率為0%，未來五天發展評級為「LOW」並發展概率為10%。
6月18日上午8時，美國國家颶風中心對其未來兩天發展評級為「MEDIUM」並發展概率為40%，未來五天發展評級為「MEDIUM」並發展概率為40%。
6月19日上午2時，美國國家颶風中心對其未來兩天發展評級為「HIGH」並發展概率為70%，未來五天發展評級為「HIGH」並發展概率為70%。下午5時，美國國家颶風中心將其升格為熱帶低氣壓，並給予編號Four。
6月20日上午8時，美國國家颶風中心將其升格為熱帶風暴，並命名為丹妮爾（Danielle）。下午11時，美國國家颶風中心將其降格為熱帶低氣壓。
6月21日上午5時對其發出最後的警報。

### 颶風赫敏（Hermine）
2016年9月3日，美國國家颶風中心認為其己轉化為温帶氣旋。

### 熱帶風暴卡爾 （Karl）
9月12日，國家颶風中心開始監測剛剛移離西非海岸的東風波，有可能發展為熱帶氣旋。擾動逐漸組織，在9月14日上午6時有足夠的組織並宣布發展為第十二號熱帶低氣壓。由於有西向風切變，預測僅發生輕微的增強。9月15日早上，在中心附近有的大量的雷暴活動爆發，足以被歸類為熱帶風暴，並被命名為“卡爾”。
卡爾原本預計將在被歸類為熱帶風暴後不久就會減弱為熱帶低氣壓。然而，該熱帶風暴卻在惡劣的條件下生存，主要是由於位於風暴以西的上層低氣壓產生風切變。卡爾在接下來的數天裏努力增強，在9月21日，風切變幾乎控制卡爾，當天早上，它減弱為熱帶低氣壓，
更懷疑風暴是否仍然有閉合的環流通。這些模型對於預測影響卡爾的風切變失敗。卡爾在接下來的一天半內仍然是熱帶低氣壓，並逐漸開始轉向西北。9月22日晚上，風切變終於開始緩和，卡爾在結構改善後再次成為熱帶風暴。
風暴繼續向西北移動，然後轉向北移動並繼續穩步增強，並在第二天靠近百慕大時變得更有組織。卡爾在9月23日在晚上達到最高強度，氣壓為988毫巴（29.18英寸汞柱）。它再轉向東北移動並在該島東南方近距離經過。卡爾最終在9月25日早上達到風力時速110公里的最高風速，當天稍後在格陵蘭以南轉變成溫帶氣旋。

## 其他熱帶氣旋
除了被國家颶風中心命名的熱帶氣旋外，還有一些沒被命名的熱帶低氣壓。以下列出那些熱帶氣旋的資料。

## 風暴名稱
下面的名字將被用於2016年在北大西洋形成而又被命名的風暴。如果有退役名稱的話，將由世界氣象組織在2017年春天宣布。在這個名單中未退役的名字將在2022年的風季中再次使用。這是與2010年風季使用的名單大致相同。黑色體字表示今年已經使用過，黑色粗體名稱則表示該風暴活躍中，未使用之名字則以灰色字體表示，橙色表示下一個將會使用的名稱。
| - Alex - Bonnie - Colin - Danielle - Earl - Fiona - Gaston | - Hermine - Ian - Julia - Karl - Lisa - Matthew - Nicole | - Otto - Paula（未用） - Richard（未用） - Shary（未用） - Tobias（未用） - Virginie（未用） - Walter（未用） |

## 颶風季影響
以下圖表顯示了2016年大西洋颶風季的所有熱帶氣旋以及它們的登陸資料(如有)。在括號內的死亡人數屬於非直接，但仍與風暴有關的死亡。所有破壞及死亡數字都包括風暴在擾動及溫帶氣旋階段時的資料。
ACE的計算公式：{\displaystyle \sum _{}^{}{\frac {{v_{\mathrm {max} }}^{2}}{10^{4}}},}，單位為{\displaystyle 10^{4}kt^{2}}。
| 萨菲尔-辛普森飓风风力等级 |    |    |    |    |    |    |
| TD                        | TS | C1 | C2 | C3 | C4 | C5 |

| 风暴名称      | 持续日期           | 风暴最高强度 | 最大持续风速 | 最低气压 （百帕） | ACE     | 登陆                                       | 登陆             | 登陆     | 损失 （百万美元） | 死亡人数  |
| 风暴名称      | 持续日期           | 风暴最高强度 | 最大持续风速 | 最低气压 （百帕） | ACE     | 地点                                       | 时间             | 风速     | 损失 （百万美元） | 死亡人数  |
| ------------- | ------------------ | ------------ | ------------ | ----------------- | ------- | ------------------------------------------ | ---------------- | -------- | ----------------- | --------- |
| 亞歷克斯      | 1月13日－1月15日   | 一级飓风     | 140 km/h     | 981               | 3.595   | 葡萄牙亞速爾群島特塞拉島                   | 1月15日9時15分   | 100 km/h | 很小              | （1）     |
| 邦妮          | 5月27日－6月5日    | 热带风暴     | 75 km/h      | 1006              | 1.14    | 美國南卡羅來納州查爾斯頓縣棕櫚島           | 5月29日8時30分   | 55 km/h  | 0.64              | 2         |
| 科林          | 6月5日－6月7日     | 热带风暴     | 85 km/h      | 1001              | 1.6675  | 美國佛羅里達州泰勒縣基頓海灘               | 6月6日22時       | 85 km/h  | 1.04              | 6         |
| 丹妮爾        | 6月19日－6月21日   | 热带风暴     | 75 km/h      | 1007              | 0.4425  | 墨西哥韋拉克魯斯州塔米亞瓦                 | 6月20日18時      | 65 km/h  | 很小              | 1         |
| 厄爾          | 8月2日－8月6日     | 一级飓风     | 140 km/h     | 979               | 4.07    | 伯利茲伯利茲區特內夫群島                   | 8月4日0時        | 140 km/h | 250               | 94（12）  |
| 厄爾          | 8月2日－8月6日     | 一级飓风     | 140 km/h     | 979               | 4.07    | 伯利茲伯利茲區伯利茲市以南                 | 8月4日2時        | 140 km/h | 250               | 94（12）  |
| 厄爾          | 8月2日－8月6日     | 一级飓风     | 140 km/h     | 979               | 4.07    | 墨西哥韋拉克魯斯州薩利納斯                 | 8月5日22時30分   | 95 km/h  | 250               | 94（12）  |
| 菲奧娜        | 8月14日－8月23日   | 热带风暴     | 85 km/h      | 1004              | 2.7075  | 没有登陆                                   | 没有登陆         | 没有登陆 | 0                 | 0         |
| 加斯頓        | 8月22日－9月3日    | 三级飓风     | 195 km/h     | 955               | 24.6225 | 没有登陆                                   | 没有登陆         | 没有登陆 | 0                 | 0         |
| 08L           | 8月28日－9月1日    | 热带低氣压   | 55 km/h      | 1010              | 0       | 没有登陆                                   | 没有登陆         | 没有登陆 | 0                 | 0         |
| 赫敏          | 8月28日－9月3日    | 一级飓风     | 130 km/h     | 981               | 3.48    | 美國佛羅里達州沃庫拉縣聖馬克以東           | 9月2日1時30分    | 130 km/h | 550               | 4（1）    |
| 伊恩          | 9月12日－9月16日   | 热带风暴     | 95 km/h      | 994               | 3.4675  | 没有登陆                                   | 没有登陆         | 没有登陆 | 0                 | 0         |
| 朱莉婭        | 9月14日－9月19日   | 热带风暴     | 85 km/h      | 1007              | 1.5925  | 美國佛羅里達州馬丁縣詹森比奇               | 9月13日2時       | 55 km/h  | 6.13              | 0         |
| 卡爾          | 9月14日－9月25日   | 热带风暴     | 110 km/h     | 988               | 7.0625  | 没有登陆                                   | 没有登陆         | 没有登陆 | 很小              | 0         |
| 麗莎          | 9月19日－9月25日   | 热带风暴     | 85 km/h      | 999               | 3.07    | 没有登陆                                   | 没有登陆         | 没有登陆 | 0                 | 0         |
| 馬修          | 9月28日－10月10日  | 五级飓风     | 270 km/h     | 934               | 48.4675 | 海地南部省英人村                           | 10月4日7時       | 240 km/h | 15,090            | 586（17） |
| 馬修          | 9月28日－10月10日  | 五级飓风     | 270 km/h     | 934               | 48.4675 | 古巴關塔那摩省豪科                         | 10月4日20時      | 215 km/h | 15,090            | 586（17） |
| 馬修          | 9月28日－10月10日  | 五级飓风     | 270 km/h     | 934               | 48.4675 | 巴哈馬大巴哈馬島西大巴哈馬島區             | 10月6日20時      | 215 km/h | 15,090            | 586（17） |
| 馬修          | 9月28日－10月10日  | 五级飓风     | 270 km/h     | 934               | 48.4675 | 美國南卡羅來納州查爾斯頓縣麥克勒安威爾以南 | 10月8日11時      | 140 km/h | 15,090            | 586（17） |
| 妮科爾        | 10月4日－10月18日  | 四级飓风     | 220 km/h     | 950               | 25.6875 | 没有登陆                                   | 没有登陆         | 没有登陆 | 15                | 1         |
| 奧托          | 11月21日－11月25日 | 三级飓风     | 185 km/h     | 975               | 6.6125  | 尼加拉瓜聖胡安河省                         | 11月24日13時30分 | 185 km/h | ≥190              | 23        |
| 季节总结      |                    |              |              |                   |         |                                            |                  |          |                   |           |
| 15個 熱帶氣旋 | 1月13日－11月25日  |              | 270 km/h     | 934               | 137.69  | 14次登陆                                   | 14次登陆         | 14次登陆 | ≥17,400.65        | 713（30） |

## 內部連結
- 2016年9月比斯开湾气旋：非官方2016年大西洋飓风季的一部分
- 2016年太平洋颱風季
- 2016年太平洋颶風季
- 2016年北印度洋氣旋季
- 2015－2016年西南印度洋熱帶氣旋季
- 2015－2016年澳洲地區熱帶氣旋季
- 2015－2016年南太平洋熱帶氣旋季

## 外部連結
- 美國國家颶風中心（页面存档备份，存于）
- 美國海軍實驗室（页面存档备份，存于）
- ACE（页面存档备份，存于）

| A | B | C | D | E | F | G | 08L |
|   |   |   |   |   |   |   |     |
| H | I | J | K | L | M | N | O   |

| 萨菲尔-辛普森飓风风力等级 |    |    |    |    |    |    |
| TD                        | TS | C1 | C2 | C3 | C4 | C5 |